# Patrimonio cultural nacional (República Checa)
El patrimonio cultural nacional (NKP) es un monumento cultural, que es la parte más importante de la riqueza cultural de la nación. Para el año 2013, el número de estos monumentos es 272. La mayoría de ellos se encuentra en Praga (47), seguido de Brno (9) y Olomouc (5).
La República Checa la declaración de monumentos culturales nacionales y su regulación depende del gobierno de la República Checa y sólo para obtener su consentimiento, es posible que el patrimonio cultural nacional, puede ser exportado fuera del territorio del estado. Su lista se encuentra en la publicación con el nombre de Lista Central de monumentos culturales de la República Checa.

## Procesos de aprobación y retirada
La primera lista de los monumentos culturales nacionales fue publicada el 30 de marzo de 1962 con 33 elementos. Tuvo subsiguientes modificaciones, por ejemplo, en los años 1969 (Modrá), 1971 (Línea de ferrocarril České Budějovice – Linec), 1978 (un mayor número de monumentos), 1988 (Archivos de la Corona Checa), 1989 (un mayor número de monumentos), 1991 (Monasterio de Břevnov), 1992 (el complejo del Parlamento de la república Checa), 1995 (un gran número de monumentos), 1998 (Junta de Moravia), 1999 (4 sitios), 2001 (gran número de monumentos), 2002 (4 lugares), 2006 (9), 2008 (un mayor número de monumentos) y 2010 (38 lugares).
Algunos de los lugares de interés cultural nacionales de este estado fueron retirados, por ejemplo, el monumento a los soldados soviéticos en Praga-Smichov, después de que los asuntos con su repetida přebarvováním. En 1992, fue retirado del centro histórico de la ciudad de Tábor a petición de las autoridades de la ciudad, porque defendió la restitución de cualquier objeto en la ciudad. El Reglamento del gobierno n.º 147/1999 derogó varios monumentos culturales, pero muchos de ellos fueron por el mismo reglamento, al mismo tiempo, en la misma o modificado la definición de nuevo anunciada: se cubrió el anuncio, que fue originalmente hecho simplemente por orden del gobierno y no por el reglamento del gobierno.
El 8 de febrero de 2010 se aprobó por el gobierno de la República Checa, con efecto a partir del 1 de julio de 2010 un reglamento, que anuncia un total de 38 nuevos monumentos culturales nacionales, de las que 33 son inmuebles y 5 muebles, con lo que el número total ascendió a 272. Representaba especialmente la arquitectura moderna, la cultura popular y la técnica. Al mismo tiempo, se ha ajustado el anterior anuncio de Budějovické koněspřežky para corresponder a la numeración actual de las parcelas.

## Enlaces

### Referencia
1. ↑  Seznam národních kulturních památek vyzdvihuje ty nejvýznamnější Archivado el 23 de abril de 2012 en Wayback Machine. České noviny, 28. 3. 2012
2. 1 2  Národních kulturních památek máme již 274, Deník.cz, 8. 2. 2010
3. 1 2  Česko si připíše 38 kulturních památek: vlak i Dalimilovu kroniku, Lidovky.cz, 8. 2. 2010, ČTK
4. ↑  Vláda schválila nové národní kulturní památky, vlada.cz, 8. 2. 2010, rubrika Aktuálně
5. ↑  Dokumenty vlády - 2010-02-08